# Tentative d'assassinat de Lee Jae-myung
 (janvier 2024).
La mise en forme du texte ne suit pas les recommandations de Wikipédia : il faut le « wikifier ».
Les points d'amélioration suivants sont les cas les plus fréquents. Le détail des points à revoir est peut-être précisé sur la page de discussion.
- Les titres sont pré-formatés par le logiciel. Ils ne sont ni en capitales, ni en gras.
- Le texte ne doit pas être écrit en capitales (les noms de famille non plus), ni en gras, ni en italique, ni en « petit »…
- Le gras n'est utilisé que pour surligner le titre de l'article dans l'introduction, une seule fois.
- L'italique est rarement utilisé : mots en langue étrangère, titres d'œuvres, noms de bateaux, etc.
- Les citations ne sont pas en italique mais en corps de texte normal. Elles sont entourées par des guillemets français : « et ».
- Les listes à puces sont à éviter, des paragraphes rédigés étant largement préférés. Les tableaux sont à réserver à la présentation de données structurées (résultats, etc.).
- Les appels de note de bas de page (petits chiffres en exposant, introduits par l'outil «  Source ») sont à placer entre la fin de phrase et le point final[comme ça].
- Les liens internes (vers d'autres articles de Wikipédia) sont à choisir avec parcimonie. Créez des liens vers des articles approfondissant le sujet. Les termes génériques sans rapport avec le sujet sont à éviter, ainsi que les répétitions de liens vers un même terme.
- Les liens externes sont à placer uniquement dans une section « Liens externes », à la fin de l'article. Ces liens sont à choisir avec parcimonie suivant les règles définies. Si un lien sert de source à l'article, son insertion dans le texte est à faire par les notes de bas de page.
- La présentation des références doit suivre les conventions bibliographiques. Il est recommandé d'utiliser les modèles {{Ouvrage}}, {{Chapitre}}, {{Article}}, {{Lien web}} et/ou {{Bibliographie}}. Le mode d'édition visuel peut mettre en forme automatiquement les références.
- Insérer une infobox (cadre d'informations à droite) n'est pas obligatoire pour parachever la mise en page.

Pour une aide détaillée, merci de consulter Aide:Wikification.
Si vous pensez que ces points ont été résolus, vous pouvez retirer ce bandeau et améliorer la mise en forme d'un autre article.
La tentative d'assassinat de Lee Jae-myung est survenue le 2 janvier 2024 lorsque le leader du Parti démocrate de Corée, Lee Jae-myung, a été poignardé alors qu'il visitait le chantier de construction d'un aéroport à Gadeokdo (en), à Pusan, en Corée du Sud. Lee a été hospitalisé à l'université nationale de Pusan vingt minutes après l'attaque et a ensuite été transféré par hélicoptère à l'hôpital universitaire national de Séoul (en) dans un état conscient. Le suspect a été arrêté sur les lieux et a déclaré que ses intentions étaient d'assassiner Lee.

## Contexte
Des violences politiques se sont déjà produites à plusieurs reprises en Corée du Sud. En 2006, Park Geun-hye, alors dirigeante du Grand Parti national, a été attaquée avec un couteau lors d'un événement. En 2015, l'ambassadeur américain en Corée du Sud (en), Mark W. Lippert, a survécu à une attaque au couteau alors qu'il assistait à un petit-déjeuner-conférence à Séoul. En 2022, Song Young-gil, alors dirigeant du Parti démocrate, a été attaqué avec un marteau.
Lors de l'élection présidentielle sud-coréenne de 2022, Lee a perdu de peu contre Yoon Suk-yeol.
Le 7 mai 2022, Lee a déclaré sa candidature aux élections partielles sud-coréennes de juin 2022 (en) pour le siège vacant du district B d'Incheon Gyeyang à l'Assemblée nationale. Lee a remporté le siège aux élections du 1er juin 2022. Il a ensuite été élu chef du Parti démocratique de Corée le 28 août.
Au moment de l'attaque, Lee était poursuivi pour corruption, accusations qu'il a niées et qu'il a qualifiées de politiquement motivées. L'attaque a eu lieu près de trois mois avant les élections législatives de 2024.

## Tentative d'assassinat

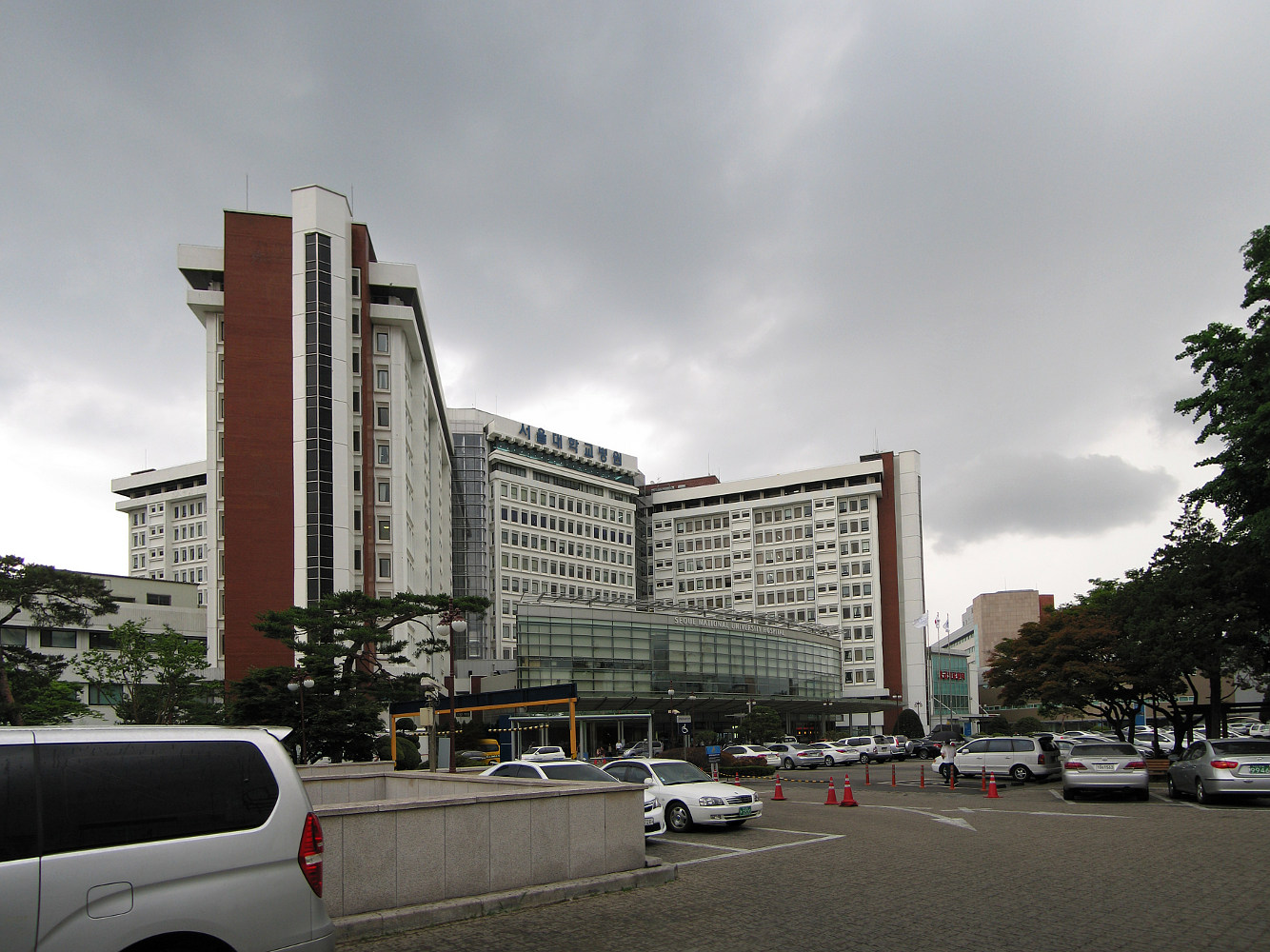
L'hôpital universitaire national de Séoul, où Lee a été transféré de Pusan et a subi une intervention chirurgicale.

Le 2 janvier, Lee tenait une conférence de presse au nouvel aéroport de Gadeoko. À 10 h 27 KST, un individu s'est approché de Lee et lui a demandé un autographe avant de le poignarder sur le côté gauche du cou. Les fonctionnaires présents sur les lieux ont immédiatement protégé Lee et l'un d'eux lui a couvert le cou avec un tissu. Il a été rapporté que Lee saignait mais restait conscient. Lee a été emmené dans une ambulance à 10 h 47 et est arrivé au centre régional de traumatologie de l'hôpital universitaire national de Pusan à 11 h 16. Il a ensuite été transféré par hélicoptère à l'hôpital universitaire national de Séoul dans un état conscient.
Il a été rapporté que Lee avait subi une coupure d'un centimètre au cou, avec un léger saignement. Les responsables médicaux de l'hôpital universitaire national de Pusan ont déclaré que Lee avait subi des dommages à sa veine jugulaire et étaient préoccupés par un saignement massif supplémentaire.
Lee a subi une intervention chirurgicale d'urgence à l'hôpital universitaire national de Séoul plus tard dans la journée. Les responsables du Parti démocrate ont déclaré que l'opération « a pris plus de temps que prévu » et que les responsables médicaux surveillaient de près ses progrès.
L'événement a été enregistré en direct avec des séquences vidéo de l'attaque diffusées sur les chaînes de radiodiffusion sud-coréennes.
Un témoin a déclaré que plus d'une douzaine de policiers étaient présents au moment de l'attaque.

## Suspect
Le suspect, qui portait une couronne en papier indiquant « Je m'appelle Lee Jae-myung » et portait une pancarte indiquant « 200 sièges à l'Assemblée nationale », a été rapidement arrêté. En décembre 2023, le suspect avait déjà assisté à un événement où Lee faisait la une à Pusan, avec des séquences vidéo montrant le suspect attendant Lee, mais incapable d'établir un contact étroit. Le suspect portait la même couronne en papier avec les mots « Je m'appelle Lee Jae-myung » que lors de l'attaque de janvier. Lors d'une conférence de presse, la police a déclaré que le suspect avait acheté son arme en ligne. L'arme utilisée a été décrite comme un couteau de 18 centimètres de long. Le porte-parole du Parti démocrate, Kwon Chil-seung, a déclaré lors d'un briefing que l'attaquant aurait utilisé un couteau à sashimi. Un média a rapporté qu'il avait refusé de répondre aux questions sur ses motivations.
Quelques heures après l'attaque, la police a identifié le suspect sous le nom de Kim. La police métropolitaine de Pusan a annoncé son intention d'accuser Kim de tentative de meurtre, car il a avoué avoir eu l'intention de tuer Lee.

## Réactions
Le président Yoon Suk-yeol a déclaré que cette attaque au couteau constituait un « acte de terreur [...] et une menace sérieuse pour la démocratie » et a ordonné aux autorités d'ouvrir une enquête sur cette attaque. Le porte-parole du Parti démocrate, Kwon Chil-seung, a déclaré : « Cet incident est une attaque terroriste contre le représentant Lee Jae-myung et une menace sérieuse à la démocratie qui ne devrait en aucun cas se produire ».
Yoon Hee-keun, commissaire général de la police nationale, a annoncé la formation d'une équipe d'enquête spéciale à Pusan pour mener une enquête sur l'attaque.